# 吕尼 (约讷省)
吕尼（法語：Rugny，法語發音：[ʁyɲi]）是法国勃艮第-弗朗什-孔泰大区约讷省的一个市镇，属于阿瓦隆区。

## 地理
吕尼（47°53'52"N, 4°8'50"E）面积13.89 平方千米，位于法国勃艮第-弗朗什-孔泰大區约讷省，该省份为法国中北部内陆省份，西接卢瓦雷省，西北接塞纳-马恩省，南至涅夫勒省，东临科多尔省，东北与奥布省接壤。
与吕尼接壤的市镇（或旧市镇、城区）包括：特里谢、邦村、阿尔托奈、克吕济勒沙泰勒、唐莱、托雷、维隆。

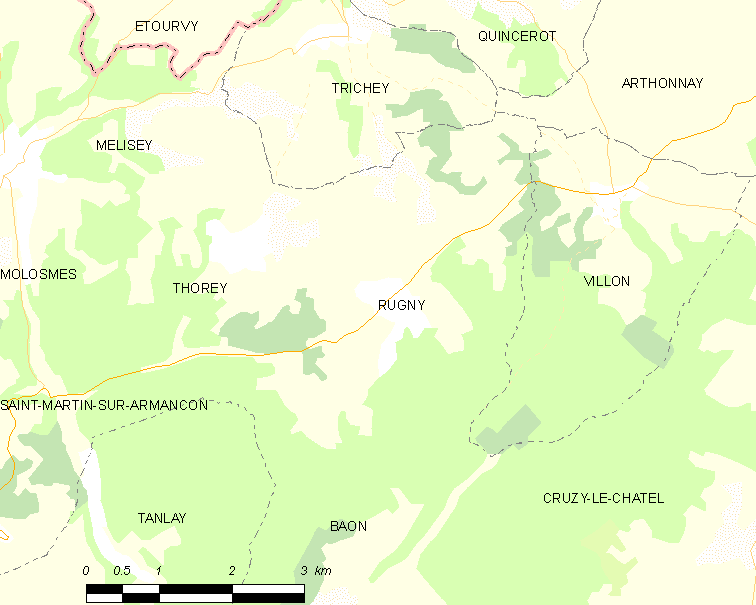
的OSM定位图

吕尼的时区为UTC+01:00、UTC+02:00（夏令时）。

## 行政
吕尼的邮政编码为89430，INSEE市镇编码为89329。

## 政治
吕尼所属的省级选区为托内鲁瓦县。

## 人口

1962-2008年间人口变化图示

吕尼于2022年1月1日时的人口数量为75人。